# 布氏海鯰
布氏海鯰，為輻鰭魚綱鯰形目海鯰科海鯰屬的其中一種。該物種主要分布於非洲索馬利亞海域，體長可達35公分，為底棲性魚類，屬肉食性。

## 扩展阅读
維基物種上的相關：布氏海鯰